# 天主教基耶蒂-瓦斯托总教区
天主教基耶蒂-瓦斯托总教区是罗马天主教在意大利中部阿布鲁佐大区设立的一个总教区。1526年，基耶蒂教区升格为总教区。現任總主教為勃路諾·福爾泰。